# Ból nowotworowy
Ból nowotworowy – ból związany z występowaniem choroby nowotworowej, najczęściej w stopniu zaawansowanym, spowodowany drażnieniem nocyceptorów lub bezpośrednim uciskiem lub niszczeniem struktur nerwowych.

## Klasyfikacja

### Etiologiczna
- ból spowodowany nowotworem
- ból powstały w wyniku leczenia przeciwnowotworowego (np. po mastektomii)
- ból związany z wyniszczeniem chorobą nowotworową (np. bóle mięśniowe, bóle spowodowane odleżynami)
- ból koincydentny, czyli występujący u chorych na nowotwór, ale nie związany z nim bezpośrednio (np. bóle migrenowe głowy)

### Neurofizjologiczna
- ból receptorowy (nocyceptywny) powstający w wyniku drażnienia receptorów nerwów czuciowych np. przez mediatory zapalne wokół guza.
  - somatyczny - zlokalizowany, stały, samoistny lub uciskowy, łatwy do opisania
  - kostny - samoistny lub uciskowy, nasila się podczas poruszania, może występować jako bóle nocne
  - trzewny - rozlany, głęboki, przeszywający lub uciskający, mogą mu towarzyszyć nudności, pocenie się
- ból niereceptorowy (neuropatyczny) powstający w wyniku ucisku lub zniszczenia struktur układu nerwowego np. przez guz, działanie leków. Jest dokuczliwy, stały i tępy. Typowym objawem jest allodynia, tzn. występowanie bólu po zadziałaniu bodźca, który go normalnie nie wywołuje np. dmuchnięcie.

### Szczególne rodzaje
- ból przebijający – ma charakter napadowy, szybko narastający i szybko przemijający, nasilenie jest zwykle znaczne, także u leczonych przeciwbólowo. Może mieć cechy bólu neuropatycznego lub receptorowego. Najczęściej jest zlokalizowany w tym samym miejscu, co ból podstawowy. Występuje zazwyczaj u chorych, którzy nie odczuwają bólu stale i przyjmują opioidy tylko doraźnie.
- ból końca dawki (ang. end of dose pain) – pojawia się wraz z ustępowaniem działania p/bólowego leku. Jeśli pojawia się regularnie, oznacza, że podawana dawka leku jest zbyt mała i należy ją zwiększyć.
- ból incydentalny – pojawiający się przy wykonywaniu określonej czynności, np. podczas kaszlu. Należy wtedy podawać analgetyki zapobiegawczo, przed wystąpieniem ataku.

## Leczenie bólu nowotworowego
Obecnie standardem leczenia bólu nowotworowego jest podawanie leków przeciwbólowych według tzw. trójstopniowej drabiny analgetycznej opracowanej przez WHO. Ponadto w każdym stadium choroby nowotworowej znajdują zastosowanie tzw. leki wspomagające. Odpowiednio dobrane leczenie pozwala na opanowanie bólu u około 90% chorych, pod warunkiem spełnienia następujących kryteriów:
- stosowanie leków silniejszych, gdy słabsze przestają działać
- zapewnienie utrzymania stężenia terapeutycznego leku we krwi przez jego regularne podawanie
- stosowanie dodatkowych dawek, jeśli zachodzi taka potrzeba (np. przy pojawieniu się bólów przeszywających)
- kojarzenie leków przeciwbólowych z lekami uzupełniającymi, zapewniające kompleksową terapię
- zapobieganie i leczenie objawów niepożądanych występujących po zastosowaniu analgetyków
- zastosowanie optymalnej drogi podania leku, w zależności od stanu chorego
- objęcie opieką psychologiczną zarówno chorego, jak i jego rodziny

### Drabina analgetyczna wedługWHO
1. I stopień – nieopioidowy lek przeciwbólowy + lek wspomagający
2. II stopień – słaby opioid + nieopioidowy lek przeciwbólowy + lek wspomagający
3. III stopień – silny opioid + nieopioidowy lek przeciwbólowy + lek wspomagający

### Podział leków stosowanych w zwalczaniu bólu nowotworowego
- analgetyki nieopioidowe (np. paracetamol czy niesteroidowe leki przeciwzapalne - ibuprofen, naproksen, diklofenak)
- słabe opioidy (np. dionina, kodeina, tramadol)
- silne opioidy (np. morfina, fentanyl, buprenorfina, metadon, oksykodon)
- leki uzupełniające (koanalgetyki)

#### Koanalgetyki
Leki stosowane uzupełniająco, na każdym ze szczebli drabiny analgetycznej. Zastosowanie znajdują leki z następujących grup:
- leki przeciwdrgawkowe (Gabapentyna, Pregabalina)
- leki przeciwdepresyjne (Amitryptylina)
- leki steroidowe (Deksametazon)

### Zasady kojarzenia leków przeciwbólowych
- kojarzenie leków o różnych mechanizmach działania, np. opioidowych z nieopioidowymi lub NLPZ z paracetamolem
- niełączenie leków o tym samym punkcie uchwytu, należących do tej samej grupy (brak jednak jednoznacznej opinii co do stosowania jednocześnie kilku silnych opioidów) - wyjątek – kojarzenie preparatów o działaniu bezpośrednim z preparatami o działaniu przedłużonym, np. fentanylu TSS z morfiną w zwalczaniu bólów przebijających
- niestosowanie leków nawzajem się antagonizujących, np. buprenorfiny z morfiną (obecnie uważa się, że buprenorfinę można łączyć z morfiną, w sytuacji bólów przebijających jest to korzystne – można dodać Sevredol do plastrów z Buprenorfiną)
- w sytuacji bólu neuropatycznego do leków opioidowych dołączyć koanalgetyk (najlepiej gabapentynę lub pregabalinę)

### Dobór leczenia przeciwbólowego ze względu na rodzaj bólu[1]
- ból nocyceptywny
  - kostny - radioterapia, leki przeciwbólowe według drabiny analgetycznej, bisfosfoniany, unieruchomienie
  - trzewny - leki przeciwbólowe według drabiny analgetycznej, leki spazmolityczne, neuroliza splotu trzewnego, chemioterapia paliatywna
- ból neuropatyczny - opioidy w dużych dawkach, deksametazon, leki przeciwdepresyjne, leki przeciwdrgawkowe, ketamina, przezskórna stymulacja elektryczna (ang. Transcutaneous Electrical Nerve Stimulator - TENS), leki podawane dokanałowo, jeśli ból jest podtrzymywany współczulnie można zastosować blokady i neurolizy układu współczulnego

### Poradnie przeciwbólowe
Wskazania do skierowania do poradni przeciwbólowej:
- nieskuteczność standardowego leczenia,
- brak możliwości ustalenia rozpoznania,
- nasilone działania uboczne leków p/bólowych,
- szybkie narastanie zapotrzebowania na opioidy,
- na życzenie chorego.

W poradniach takich stosuje się zabiegi neurolizy, podawanie leków drogą zewnątrzoponową, ostrzykiwanie bolesnych punktów oraz przezskórną stymulację elektryczną.

#### Rodzaje leczenia i wskazania
- neuroliza
  - splotu trzewnego - bóle trzewne zlokalizowane w nadbrzuszu lub śródbrzuszu spowodowane nowotworem trzustki, żołądka, wątroby lub zajęciem węzłów chłonnych zaotrzewnowych
  - splotu podbrzusznego górnego i zwoju nieparzystego - bóle trzewne i neuropatyczne w obrębie miednicy i krocza, niezależnie od rodzaju nowotworu, bolesne parcie na odbyt i pęcherz moczowy, popromienne bóle pęcherza
  - korzeni tylnych i nerwów obwodowych - jednostronne, ograniczone do 2-3 dermatomów bóle w dolnym odcinku piersiowym, bóle krocza i okolicy krzyżowej spowodowane guzem w obrębie miednicy u chorych z założonym na stałe cewnikiem moczowym
  - odcinka piersiowego pnia współczulnego - zespół Pancoasta, bóle neuropatyczne z objawami wegetatywnymi w obrębie kończyny górnej
- zewnątrzoponowe podawanie leków - nasilone bóle nieustępujące po leczeniu doustnymi opioidami
- ostrzykiwanie bolesnych miejsc - bóle mięśniowo–powięziowe
- przezskórna stymulacja elektryczna - bóle neuropatyczne, bóle fantomowe